# Pallade d'Hélénopolis
Pour l’article homonyme, voir Pallade.
Pallade d'Hélénopolis ou Palladios (en grec Παλλάδιος), né en Galatie en  363 ou 364 et mort à Aspuna vers 431, est un ecclésiastique et écrivain religieux chrétien, évêque d'Hélénopolis de Bithynie entre 400 et 406, puis d'Aspuna en Galatie de 417 à sa mort.

## Biographie
Vers 387, il adhéra à une communauté religieuse à Jérusalem sous la direction d'un prêtre nommé Innocent. En 390, il se rendit en Égypte pour connaître les anachorètes chrétiens qui faisait la réputation de ce pays. Il y rencontra Didyme l'Aveugle († 395), qui avait connu saint Antoine. Il fit aussi la connaissance, sur le site monastique des Kellia, d'Évagre le Pontique († 399). Il voyagea aussi alors jusqu'en Thébaïde.
Après la mort d'Évagre (399), il regagna l'Asie Mineure, et en 400 il fut consacré évêque d'Hélénopolis, en Bithynie, par Jean Chrysostome. Il soutint ensuite pleinement celui-ci contre ses nombreux ennemis, et notamment contre Théophile d'Alexandrie. Il fut lui-même accusé d'origénisme par les partisans de Théophile. Après la déposition de Jean Chrysostome (403), il se rendit à Rome auprès du pape Innocent Ier pour obtenir son soutien dans le conflit (405). À son retour à Constantinople, il fut emprisonné, déposé de son siège épiscopal, et finalement exilé à Syène, en Haute-Égypte. Il resta jusqu'en 412 dans cette région, et fit même apparemment un voyage en Inde en compagnie de Moïse, évêque d'Adoulis.  
Après la mort de Théophile d'Alexandrie (412), il put rentrer dans son pays natal. En 417, il fut investi d'un autre évêché, Aspuna, en Galatie. On sait simplement ensuite qu'il était déjà mort en 431, car cette année-là (concile d'Éphèse) un certain Eusèbe était évêque d'Aspuna.
Il est l'auteur de l’Histoire lausiaque, nommée d'après son destinataire, Lausos, chambellan de l'empereur Théodose II : cette histoire du monachisme égyptien, rédigée vers 418/19, allie la tradition biographique aux Apophtegmata Patrum.
Il composa également vers 408 des Dialogues sur la vie de saint Jean Chrysostome racontant les péripéties du conflit qui entraîna la déposition de Jean Chrysostome de son siège d'évêque de Constantinople. On lui attribue enfin un traité Sur les peuples de l'Inde et les Brahmanes.

## Œuvres
- Palladios : Historia Lausiaca – Die frühen Heiligen der Wüste, Jacques Laager (éd. et trad.), Manesse Verlag, Zürich 1987. Traduction du grec : Histoire lausiaque. Lausakion (420), Desclée de Brouwer, 1981.
- CPG 6036-6038
- Pallade d'Hélénopolis, Histoire Lausiaque, Nicolas Molinier (trad. et notes), Abbaye de Bellefontaine, Begrolles-en-Mauges, 1999.
- Palladios : Dialogues I et II sur la vie de Jean Chrysostome , Éditions du Cerf, collection « Sources Chrétiennes » n° 341-342.